# Fundacja E.G. Bührlego

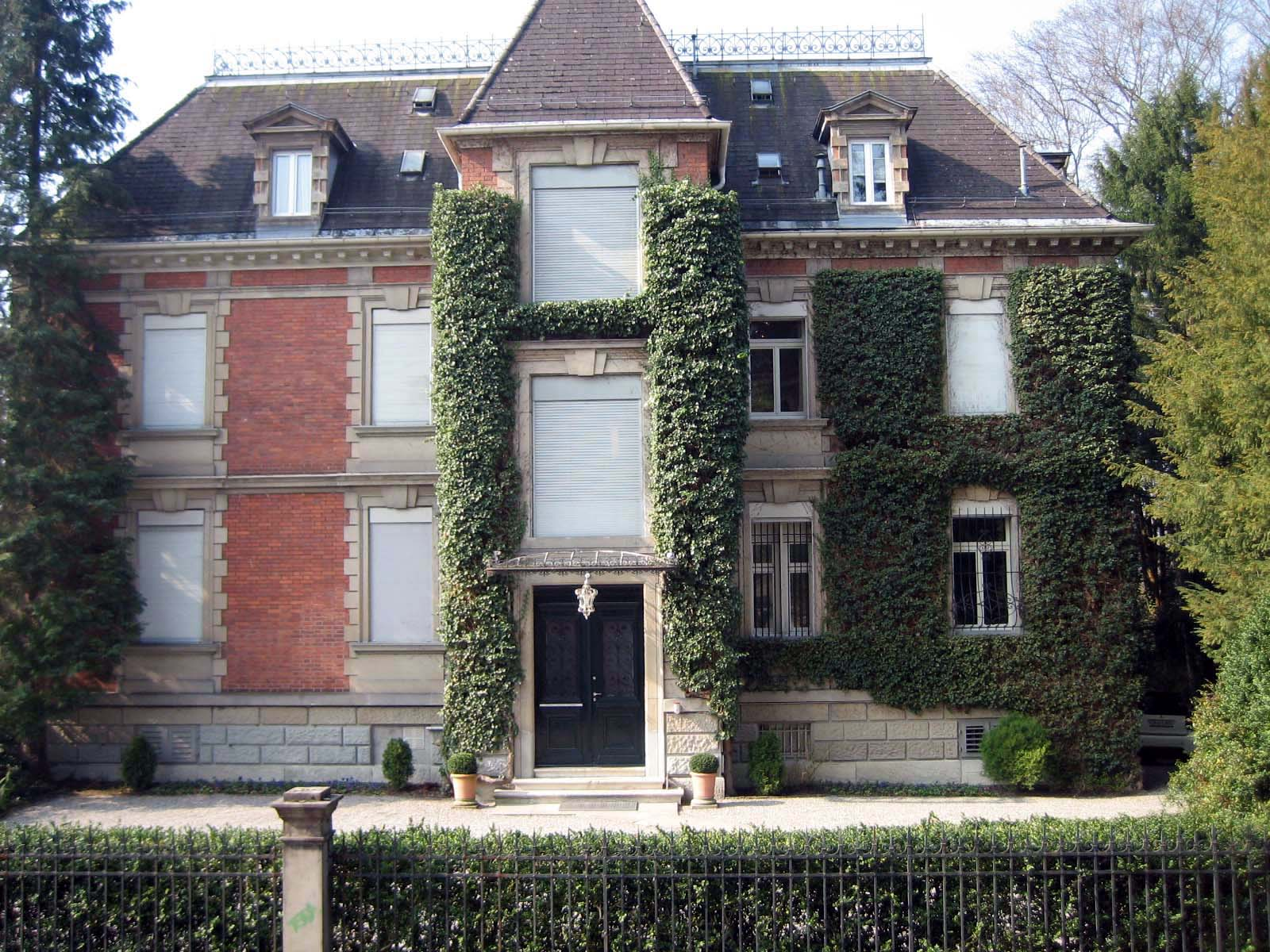
Siedziba fundacji i galeria Bührlego

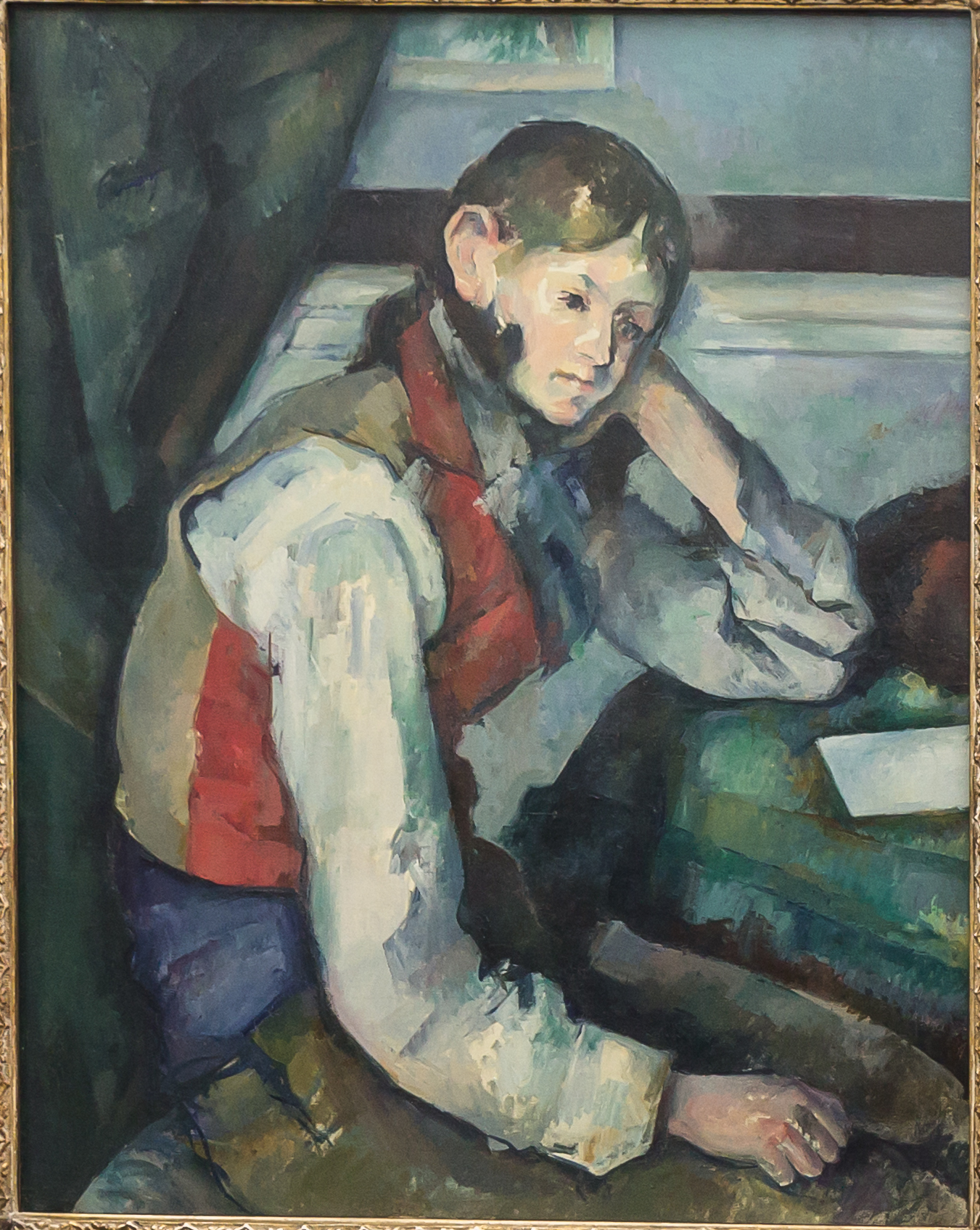
Chłopiec w czerwonej kamizelce (1894/1895)

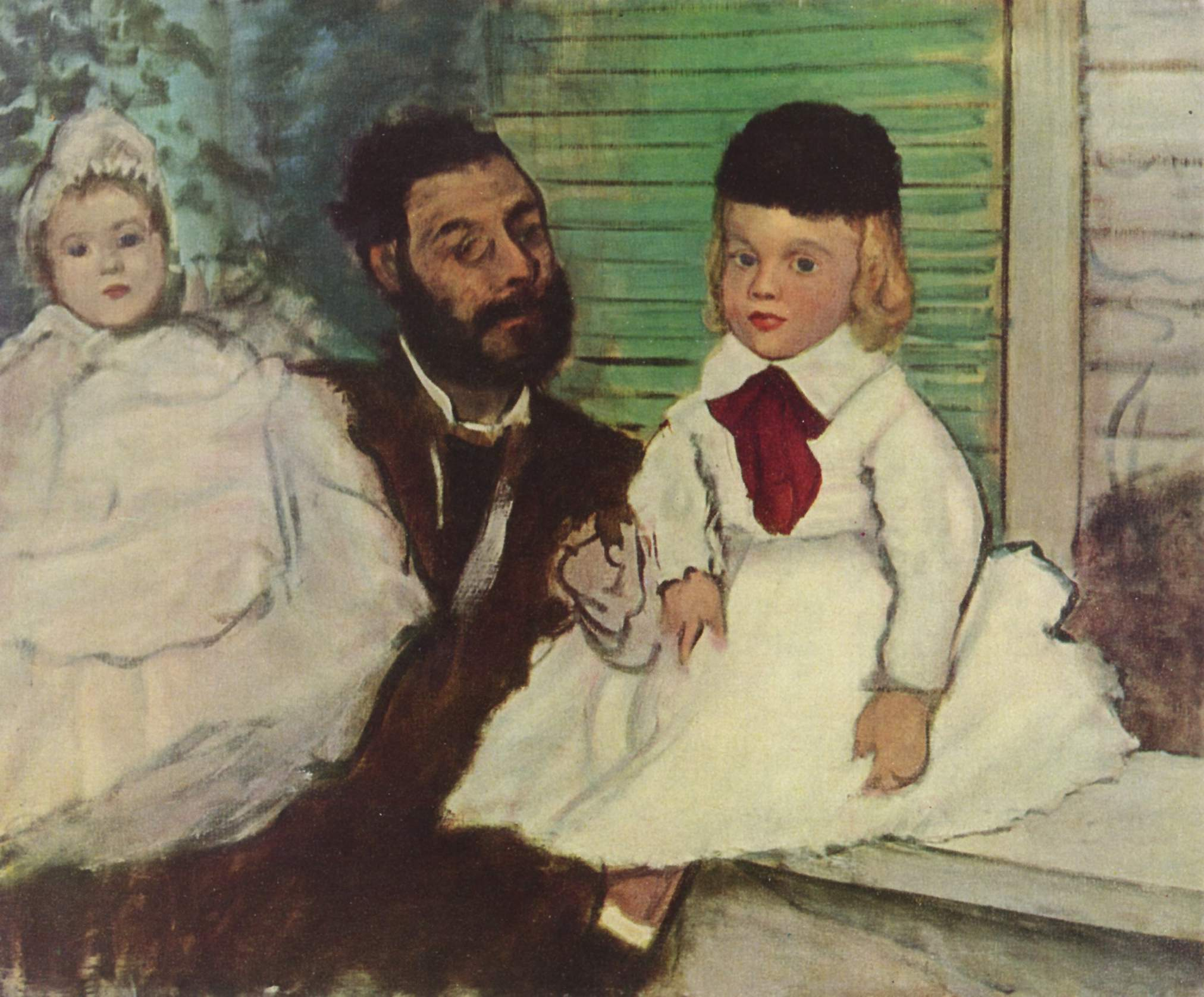
Hrabia Lepic z córkami (1871)

Fundacja E.G. Bührlego została założona w 1960 r. przez rodzinę Emila Georga Bührlego (1890–1956) – niemieckiego przemysłowca zamieszkałego w Zurychu, kolekcjonera sztuki. Celem działania organizacji jest zarząd bogatą kolekcją dzieł sztuki pozostawioną przez Bührlego i udostępnianie jej publiczności.

## Muzeum Fundacji E.G. Bührlego
W siedzibie fundacji, dziewiętnastowiecznej willi położonej na ulicy Zollikerstrasse w bezpośrednim sąsiedztwie dawnego domu Bührlego, znajduje się muzeum, gdzie podziwiać można około 200 obrazów i rzeźb, zarówno starych mistrzów, jak i dzieł sztuki nowoczesnej. Trzon kolekcji stanowią dzieła impresjonistów i postimpresjonistów takich jak Paul Cézanne, Edgar Degas, Paul Gauguin, Édouard Manet, Claude Monet, Camille Pissarro, Pierre Auguste Renoir, Georges Seurat, Alfred Sisley, Henri de Toulouse-Lautrec, Vincent van Gogh.

## Kradzież w Muzeum
W dniu 10 lutego 2008 r. do siedziby fundacji na pół godziny przed zamknięciem wtargnęło trzech mężczyzn. Jeden z nich trzymając w ręce pistolet sterroryzował strażników i zmusił obecnych odwiedzających by położyli się na podłodze. W tym czasie pozostałych dwóch przestępców zagarnęło obrazy. Złodzieje odjechali zaparkowanym pod budynkiem galerii samochodem. Zrabowano cztery płótna: Chłopca w czerwonej kamizelce (1894/1895) Paula Cézanne’a, Hrabiego Lepic z córkami (1871) Edgara Degasa, Maki w Vetheuil (1879) Claude’a Moneta oraz Kwitnąca gałązka kasztanowca (1890) Vincenta van Gogha o szacowanej łącznej wartości ponad 162 milionów dolarów amerykańskich. W ocenie Policji była to największa kradzież dzieł sztuki w ciągu ostatnich 20 lat.
Obrazy Moneta i van Gogha odnaleziono 18 lutego 2008 r. w zaparkowanym obok pobliskiego szpitala samochodzie. Obraz Cézanne’a odzyskano w 2012 w Belgradzie.